# Jan Kanty Wołowski
Jan Kanty Wołowski (ur. 21 września 1803 w Warszawie, zm. 31 października 1864 w Narowczacie) – polski prawnik, pierwszy dziekan Wydziału Prawa warszawskiej Szkoły Głównej.

## Życiorys
Pochodził ze spolonizowanej rodziny żydowskiej, która najpierw związała się z frankistami, a w 1759 przeszła na chrześcijaństwo; członkowie rodziny zmienili wówczas nazwisko z Szor na Wołowski. W 1837 otrzymał nobilitację z potwierdzeniem herbu Czerwony, który w 1845 zmienił na herb Bawół.

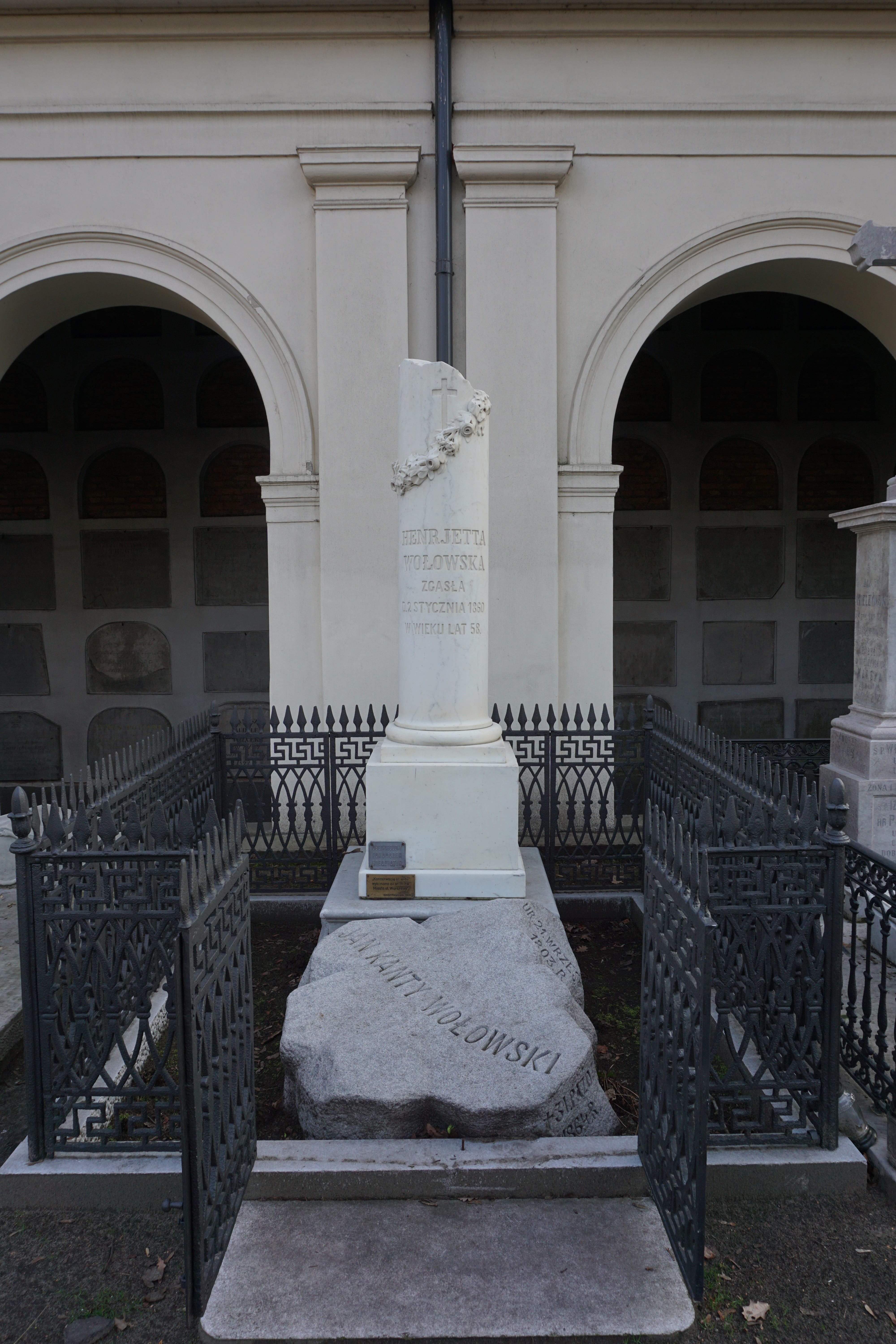
Grób Jana Kantego Wołowskiego na cmentarzu Powązkowskim

W 1822 ukończył studia na Wydziale Prawa Królewskiego Uniwersytetu Warszawskiego. Od 1828 był adwokatem przy Sądzie Apelacyjnym, a od 1834 przy Sądzie Najwyższej Instancji Królestwa Polskiego. Po powstaniu listopadowym był plenipotentem Warszawy, od 1842 pomocnikiem naczelnego prokuratora IX Departamentu Rządzącego Senatu, a od 1847 do 1861 prokuratorem. W 1861 był przez kilka miesięcy dyrektorem głównym Rządowej Komisji Sprawiedliwości. Również w 1861 był przewodniczącym specjalnej komisji, która opracował projekt kodeksu cywilnego dla Królestwa Polskiego.
W 1862 został powołany na stanowisko dziekana Wydziału Prawa tworzącej się warszawskiej Szkoły Głównej, a także został kierownikiem Katedry Prawa i Postępowania Cywilnego. Organizował Wydział oraz przygotowywał program wykładów, jednak ich nie podjął, ponieważ 15 czerwca 1863 został zesłany do Penzy za opracowywanie pism politycznych przeciwko władzom. W 1864 został pozbawiony stanowisk prokuratora, profesora oraz dziekana.
Na zesłaniu w Penzie, a następnie w Narowczacie przygotował dwutomowy podręcznik Kurs kodexu cywilnego, który ukazał się już po jego śmierci (wydany przez Feliksa Jeziorańskiego w 1868).
Zmarł w 1864 w Narowczacie, po tym, jak niosąc pomoc podczas pożaru zaziębił się. Jest pochowany na cmentarzu Powązkowskim (kwatera Pod katakumbami-1-61/62).